# Zakłady Włókien Chemicznych Stilon
Antex – Stilon SA (wcześniej Zakłady Włókien Chemicznych „Stilon” SA – ZWCh Stilon SA) – przedsiębiorstwo w Gorzowie Wielkopolskim produkujące włókna poliamidowe, które powstało w 1951 roku.
Początkowo produkowało jedwab włókienniczy. Później kojarzone głównie z produkcją taśm magnetofonowych, które nazywano stilonkami. W latach 70. był jedynym producentem taśmy magnetofonowej w Polsce, a od 1973 roku także kaset magnetofonowych. Produkował także dyskietki komputerowe 5¼" oraz taśmy wizyjne, czyli magnetowidowe.
Pod koniec lat 80. XX w. ZWCH Stilon był przedsiębiorstwem wielozakładowym, zatrudniającym ponad 7500 osób.
Obecnie zatrudnia ok. 500 osób i produkuje, poza wyrobami poliamidowymi, włókna z PBT odporne na światło i wodę chlorowaną, których barwienie jest możliwe w dużym zakresie temperatur. Mają one zastosowanie w odzieży sportowej i fitness, profesjonalnych kostiumach pływackich, kolarstwie, bieliźnie, skarpetach i przemyśle samochodowym.
Przy zakładach działał do roku 2002 klub sportowy Stilon Gorzów Wielkopolski oraz w latach 1958–2006 zakładowa gazeta „Stilon Gorzowski”.

Galeria
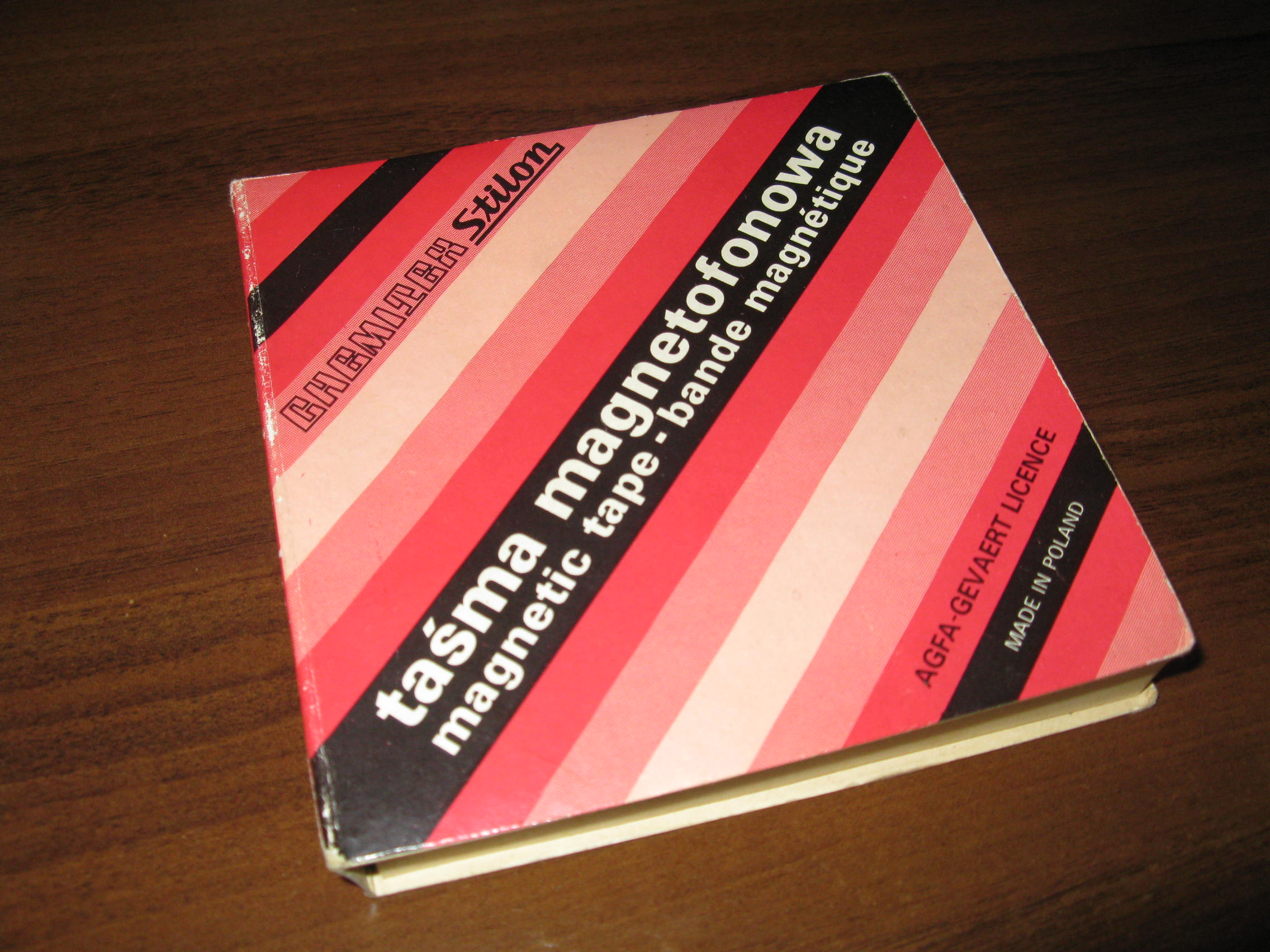
Taśma magnetofonowa marki Stilon przeznaczona dla magnetofonów szpulowych
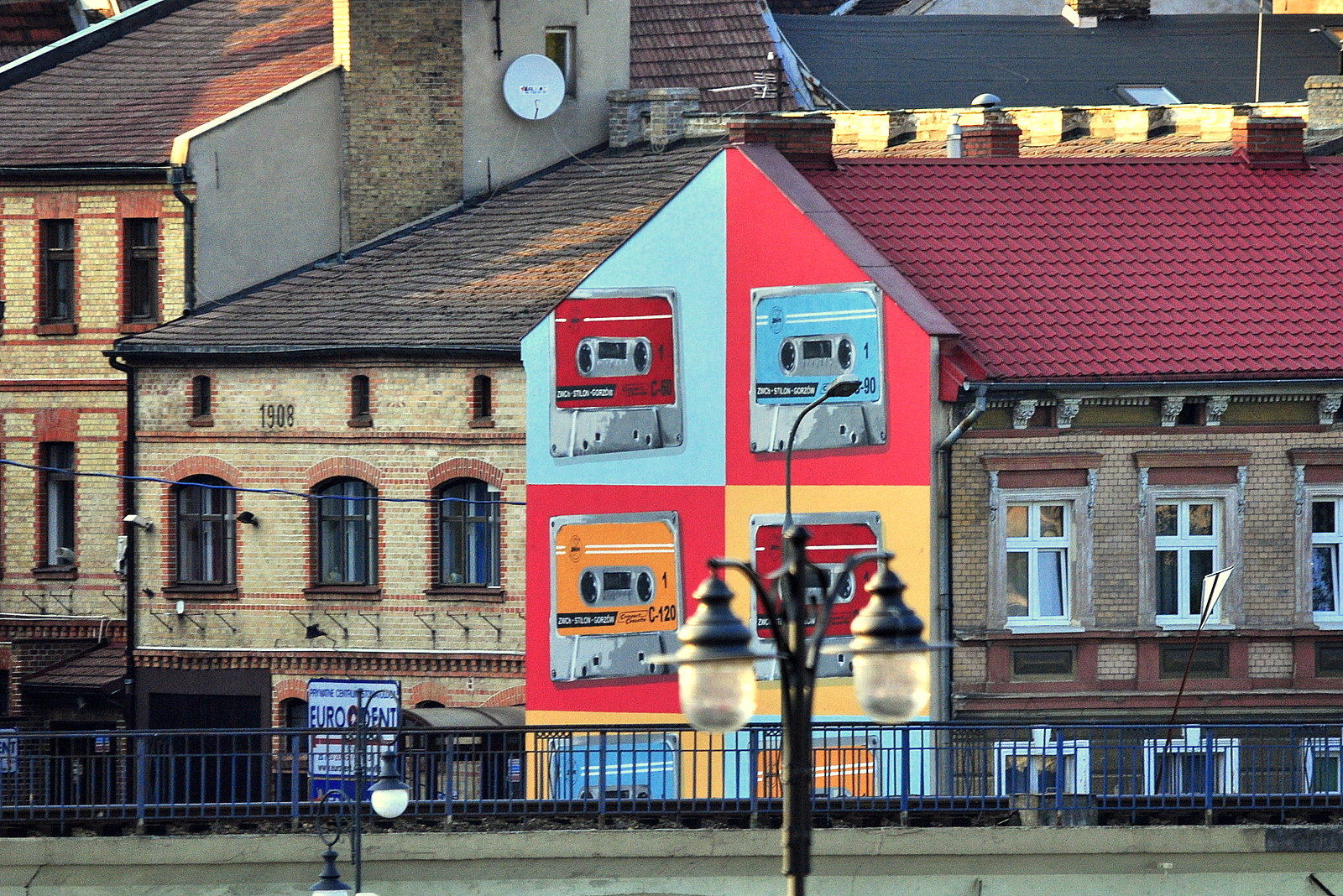
Motyw stilonowskiej kasety magnetofonowej wykorzystany w muralu (Gorzów Wielkopolski, 2012)